# Ashok Kumar Karki
Ashok Kumar Karki (ur. 18 lutego 1956) – nepalski sztangista, olimpijczyk.
Brał udział w Letnich Igrzyskach Olimpijskich 1980 w Moskwie. Startował w kategorii do 56 kilogramów, w której zajął 18. miejsce z wynikiem 145 kilogramów w dwuboju (65 kilogramów w rwaniu i 80 kilogramów w podrzucie). Wśród zawodników sklasyfikowanych miał najgorszy wynik.
Karki jest wielokrotnym medalistą Igrzysk Azji Południowej. Na pierwszej takiej imprezie (1984) wywalczył srebrny medal za dwubój, rok później wywalczył brąz, zaś dwa lata później zdobył trzy brązowe medale Igrzysk Azji Południowej 1987 za rwanie, podrzut i dwubój.